# Gyroporaceae
Gyroporaceae es una familia de hongos basidiomicetos del orden Boletales. Esta familia es monotípica, contiene un solo género Gyroporus, el que contiene 10 especies.
 Estudios recientes sugieren que el número de especies es mucho mayor.

## Especies
G. ammophilus

G. brunneofloccosus

G. castaneus

G. cyanescens

G. heterosporus

G. longicystidiatus

G. malesicus

G. phaeocyanescens

G. tuberculatosporus

G. variabilis